# جيمس برنارد هاركن
جيمس برنارد هاركن هو صحفي وعالم بيئة كندي، ولد في 30 يناير 1875 في Vankleek Hill, Ontario ‏ في كندا، وتوفي في 27 يناير 1955 في أوتاوا في كندا.